# تروانس
تروان (به فرانسوی: Trouhans) یک کمون در فرانسه با جمعیت ۶۳۵ نفر است که در Canton of Saint-Jean-de-Losne واقع شده‌است.